# Crinoline

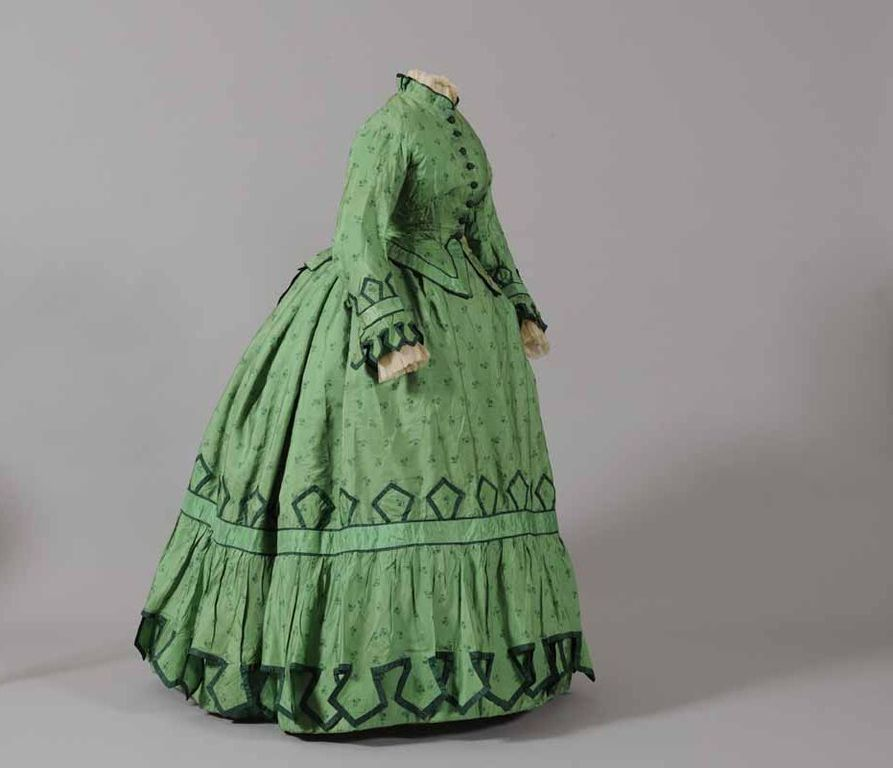
Robe à crinoline, vers 1865, Collection Musées départementaux de la Haute-Saône.

La crinoline est un sous-vêtement du XIXe siècle. À l'origine, la crinoline est une étoffe formée d'une trame de crin de cheval, d'où elle tire son nom, et d'une chaîne de fil de lin ou parfois de coton, qui en fait un tissu épais et résistant permettant, quand il est transformé en jupon, de supporter le poids de la jupe et de lui donner de l'ampleur. La mode introduit donc temporairement l'usage de la crinoline dès 1842 ; celle-ci disparait au cours des années, remplacée par une superposition de jupons cerclés puis à de légères cages métalliques jusqu'en 1867. Le terme « crinoline » restera un nom usuel pour définir une forme de jupe arrondie.

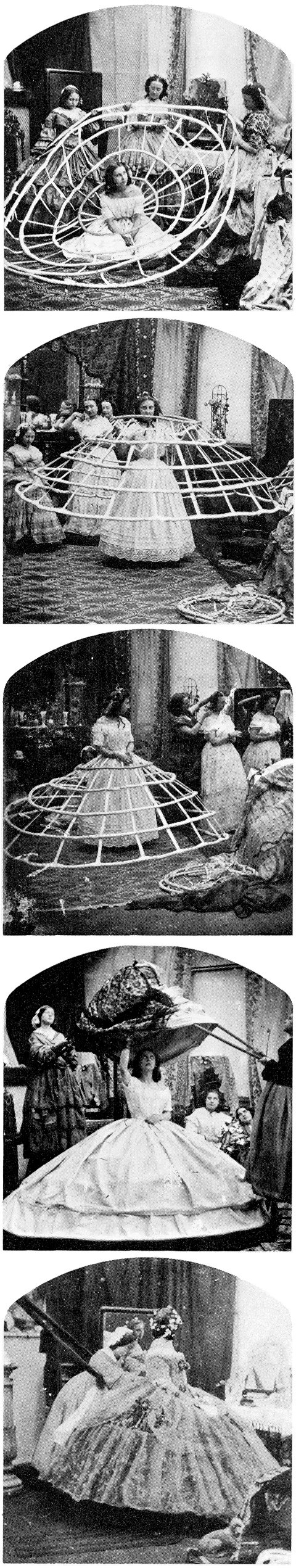
Séquence de pose d'une crinoline, vers 1860.

## Histoire
La crinoline est d'abord apparue dans les années 1830, sous forme de jupons que l'on mettait sous la jupe, pour lui donner de plus en plus d'ampleur au fur et à mesure que la forme en A, soit un triangle, de la fin des années 1820 s'arrondit sur les hanches. C'est aux alentours de 1839 qu'apparut l'usage du jupon de crin. Au cours des vingt-cinq années suivantes, le volume donné par la crinoline fut augmenté par l'ajout d'autres jupons, de plus en plus nombreux, empesés, garnis de volants et de rangs de corde. Au début des années 1850, une femme (de la haute société) pouvait porter jusqu'à sept jupons sous sa robe en plus de la crinoline, rendant la marche difficile, en raison de la lourdeur de l'ensemble et de la quantité de tissus autour des jambes.

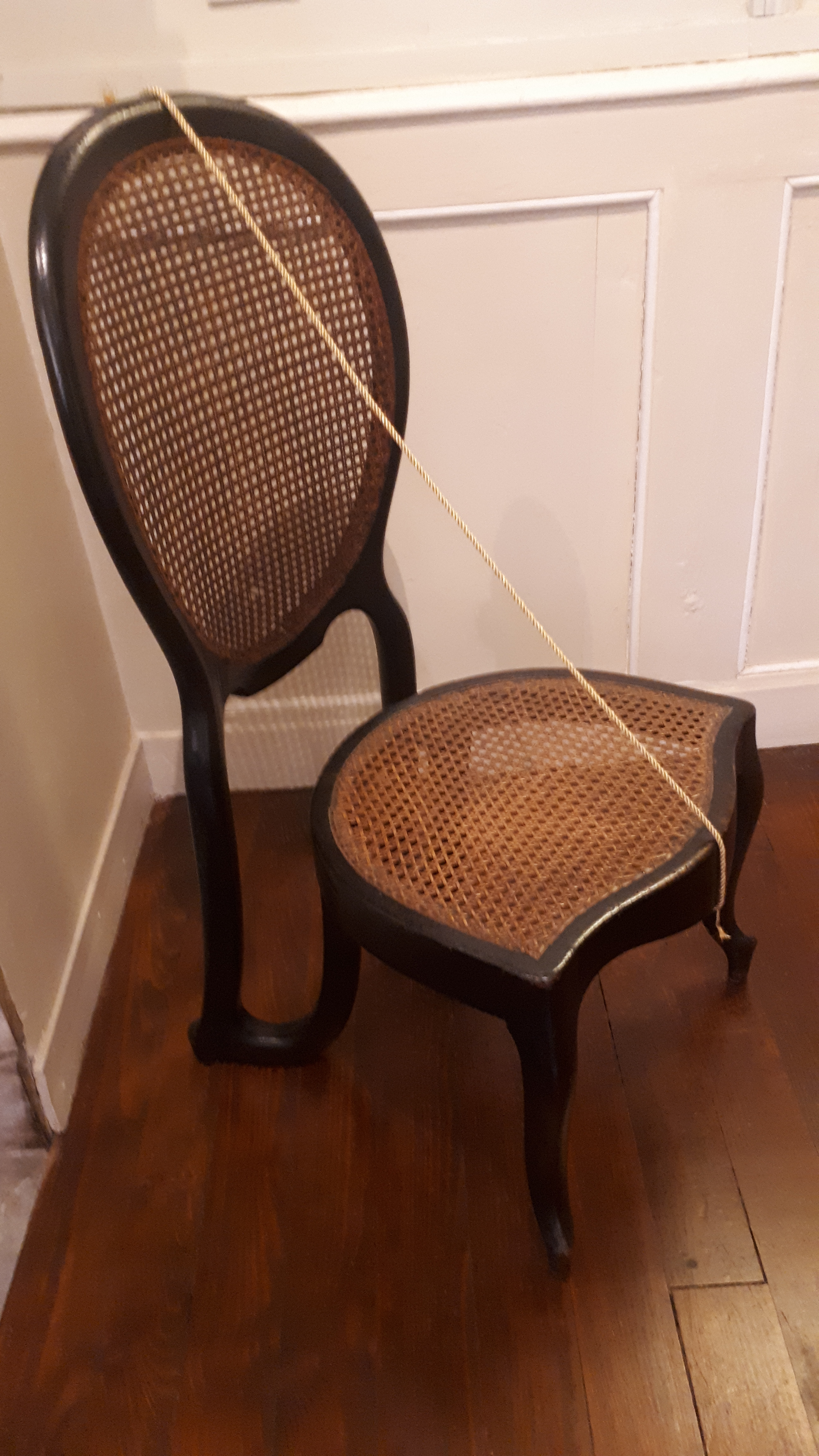
Chaise à crinolines permettant à une dame portant une telle robe de s'y asseoir. (Musée du Vieux Toulouse)

Pour remédier à ces désagréments, on commença à fabriquer des jupons renforcés par des cerceaux de baleine ou d'osier. En 1856 fut inventée la crinoline « cage » (brevet de l'américain W.S. Thomson), formée de cerceaux baleines ou de lames d’acier flexibles reliés entre eux par des bandes de tissus et attachés à une ceinture, qui reprit à son compte le nom de crinoline ; elle remplaça le jupon de crin jusqu'au début des années 1870. Ce nouveau modèle était beaucoup plus léger que ses prédécesseurs et dispensait la femme de porter plus d'un jupon par-dessus la crinoline (pour éviter que les cerceaux ne forment un relief disgracieux sur la robe) et un autre, moins ample, en dessous, pour garantir sa pudeur si jamais l'appareil se soulevait lors d'un coup de vent ou d'une valse enlevée.

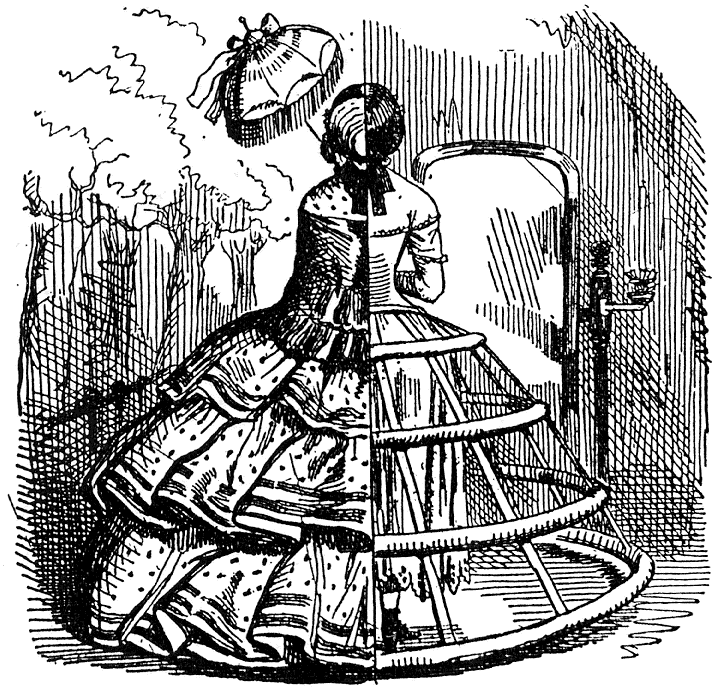
Robe à crinoline.

Pendant les années suivantes, la largeur de la crinoline ne cessa de s'étendre, en faisant la cible préférée des caricaturistes. Elle se développa particulièrement sous le second Empire, Napoléon III voulant relancer l'industrie textile française. Malgré cela, la crinoline fut portée pendant près de la moitié du XIXe siècle, ce qui en fait l'un des articles de mode les plus portés de l'histoire du costume, avec les jupons et les corsets.
À partir de 1863, la forme de la crinoline commença à changer. Le volume, auparavant également réparti autour de celle qui la portait, s'aplatit sur l'avant et se déplaça vers l'arrière, ce que l'on appelle la crinoline elliptique. 
Puis en 1866 les jupes se firent moins amples, non plus froncées ou plissées à la taille mais composées de panneaux en triangle ou en trapèze - parallèlement, les crinolines adoptèrent une forme de cône.
Sur la fin des années 1860, la jupe commence à se relever en draperies sur l'arrière. Afin de mieux supporter le volume de celles-ci, il fallut avoir recours à un autre artifice, la tournure.

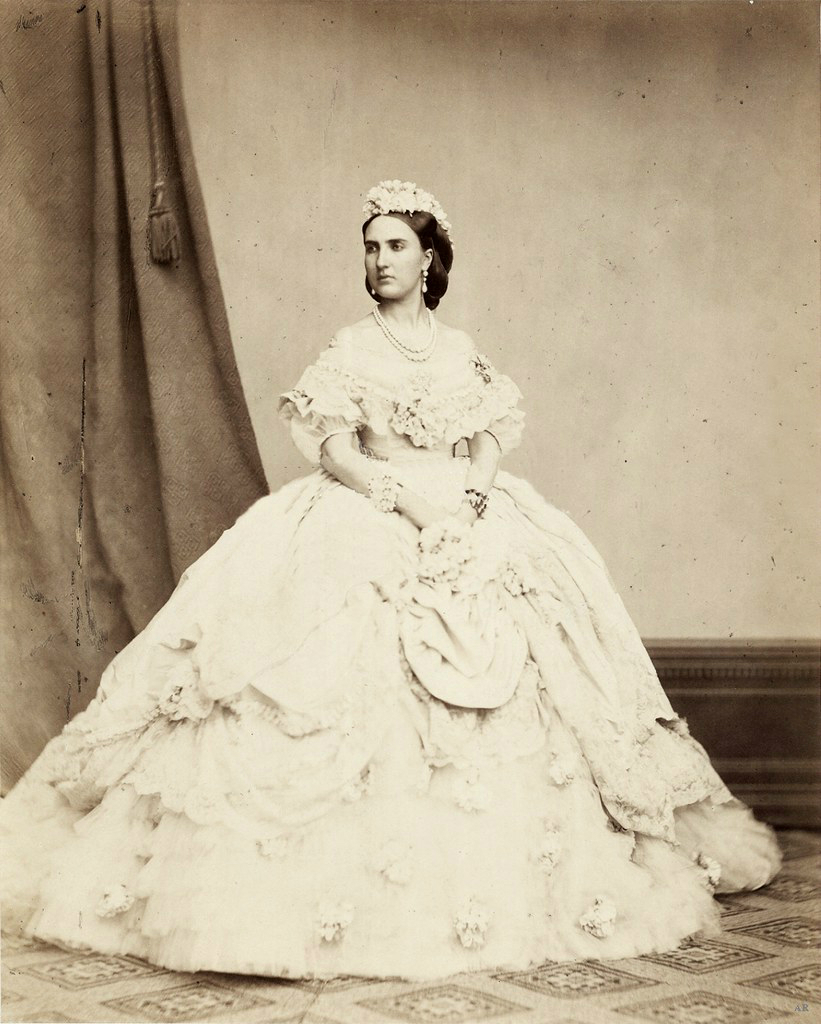
Charlotte, Impératrice du Mexique portant une robe à crinoline (vers 1865)
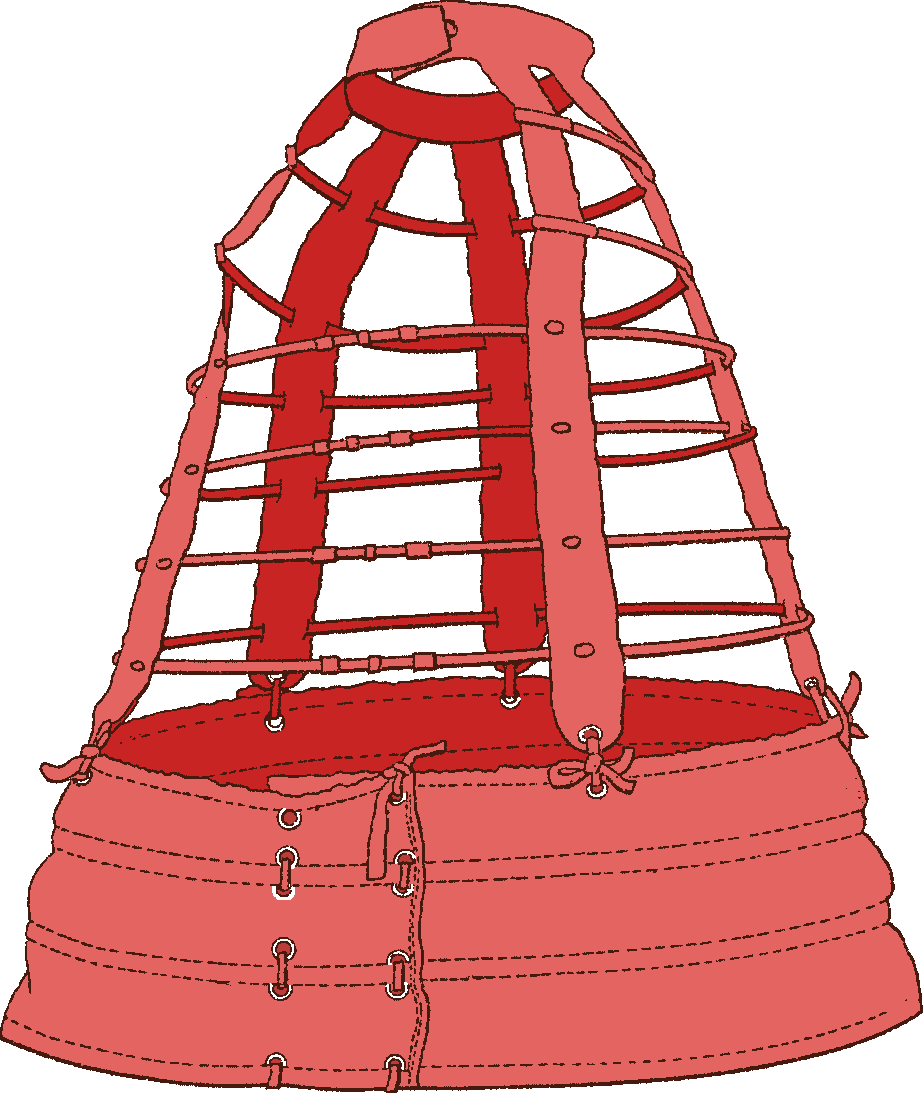
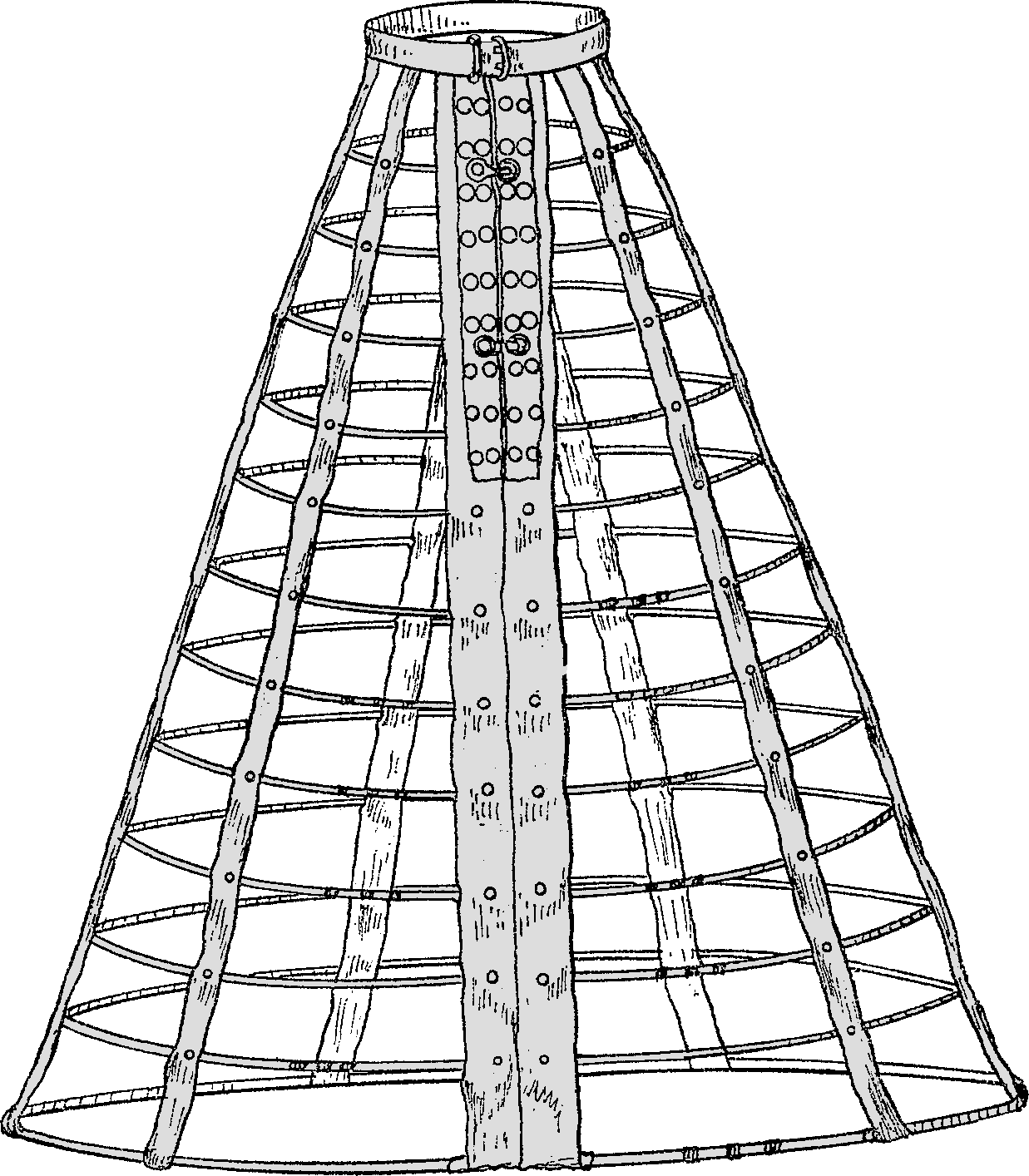
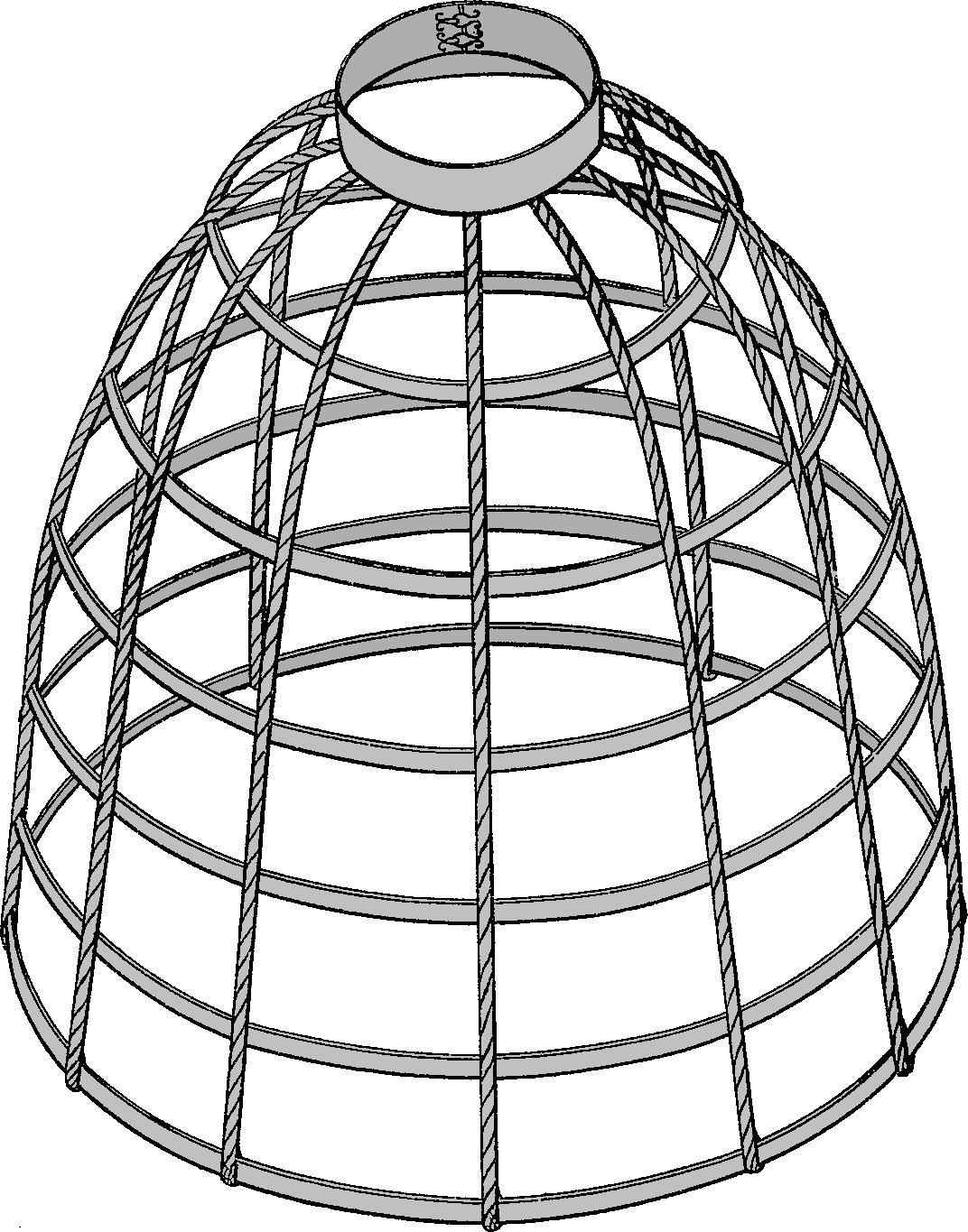
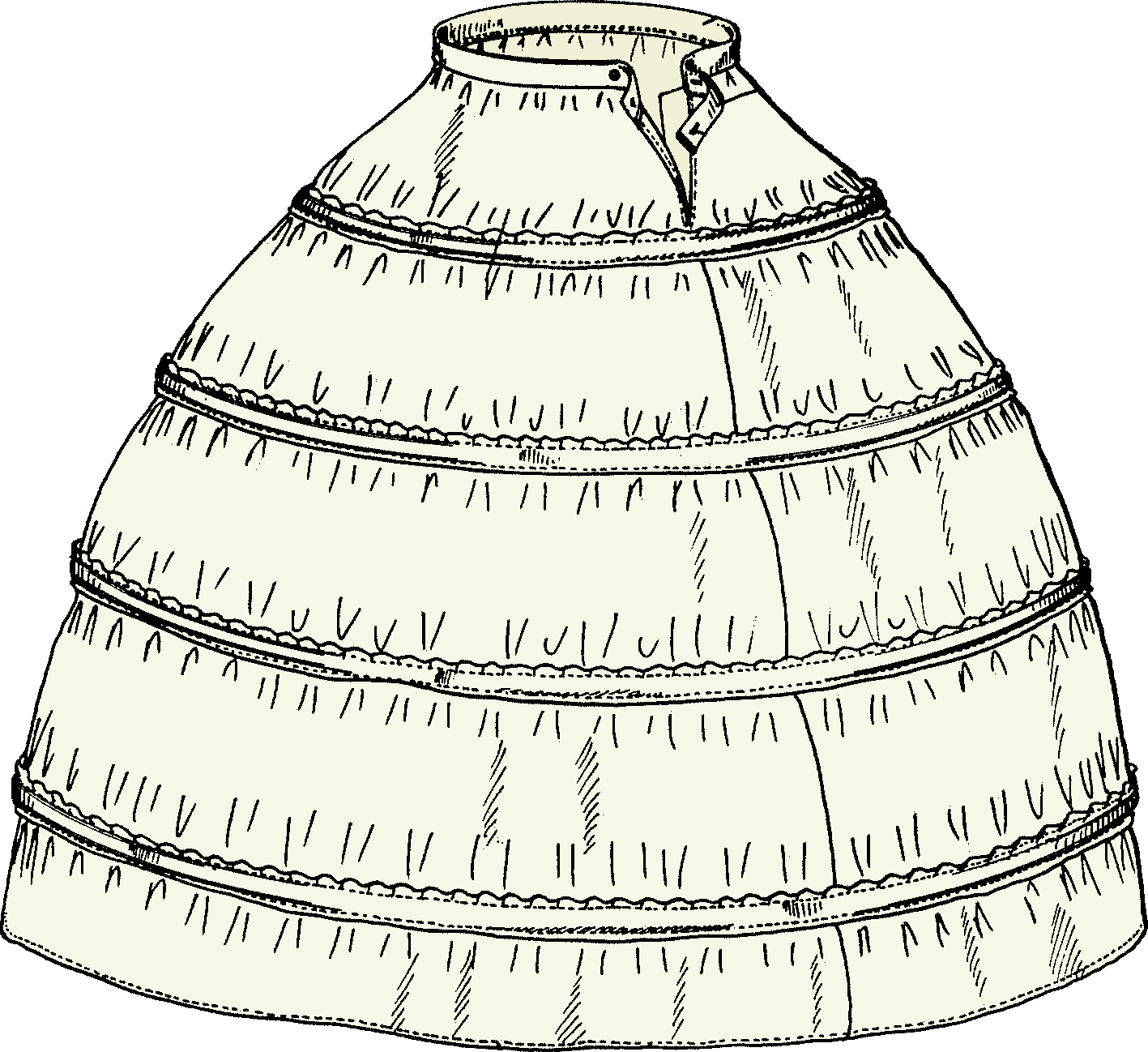
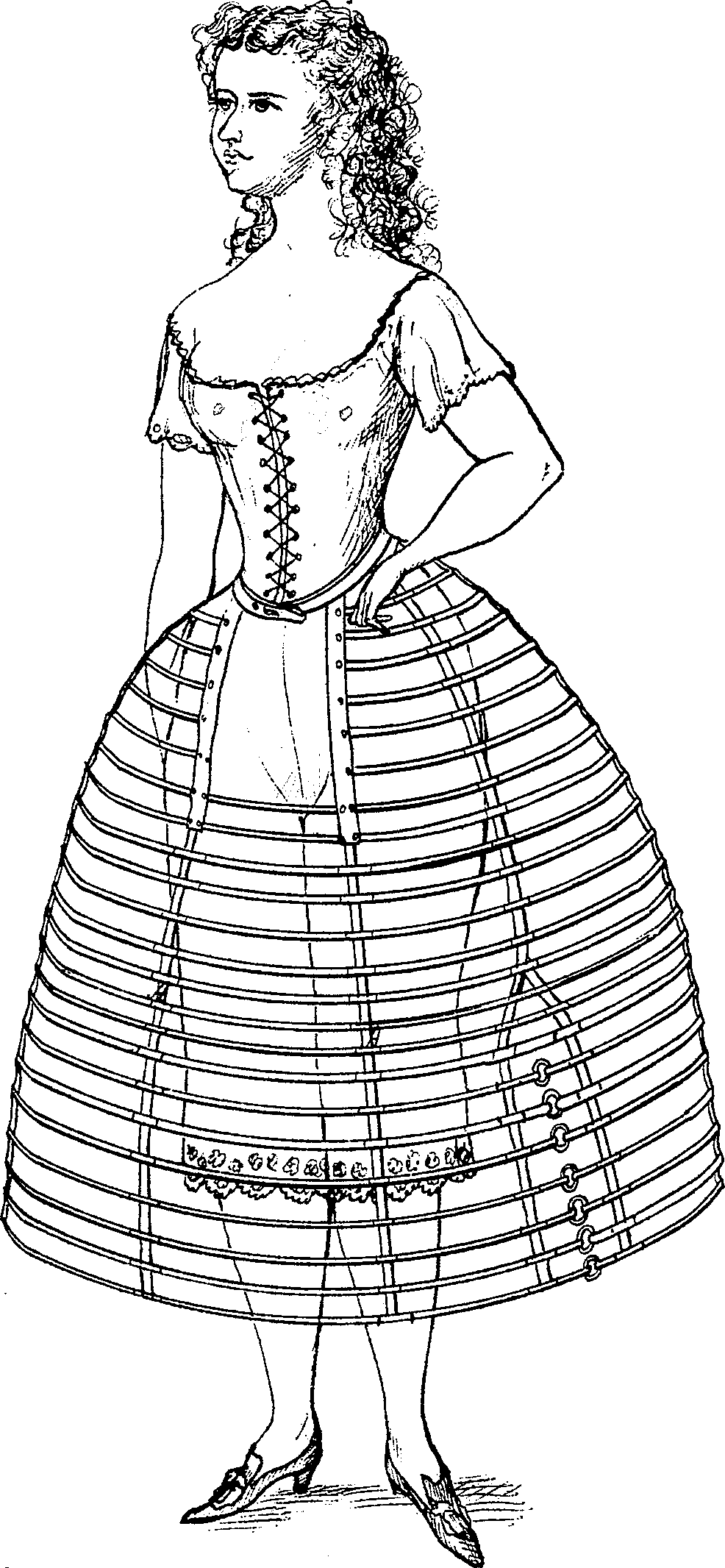
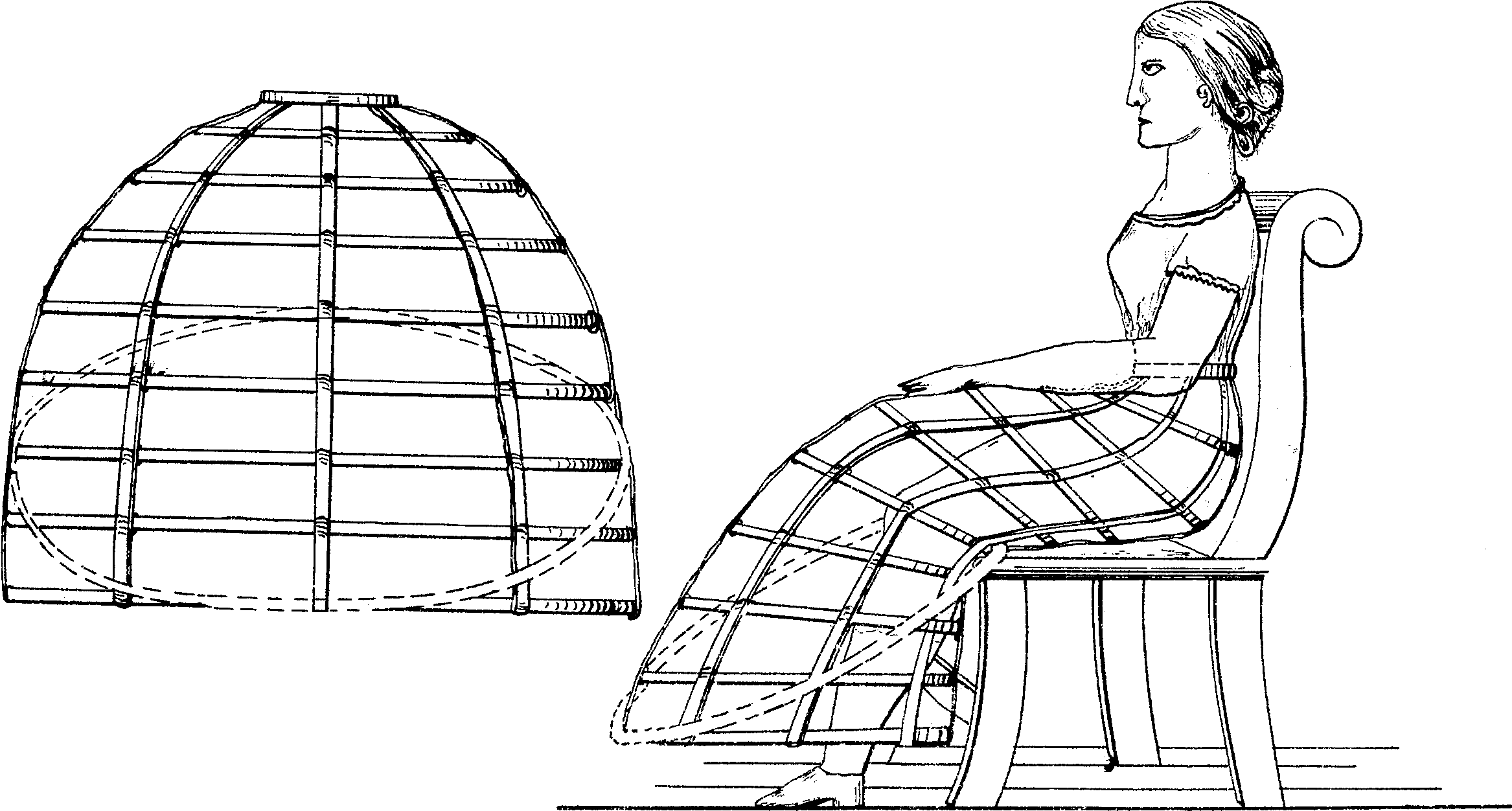

## Usage prophylactique
La crinoline, en permettant d'accroître les distances entre personnes, a permis de réduire la propagation des maladies aéroportées telles que la tuberculose, la grippe ou la rougeole.[réf. souhaitée]

## Caricatures

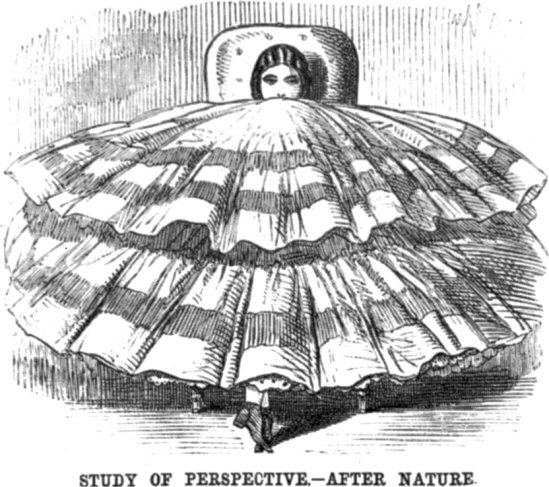
Dans Punch.
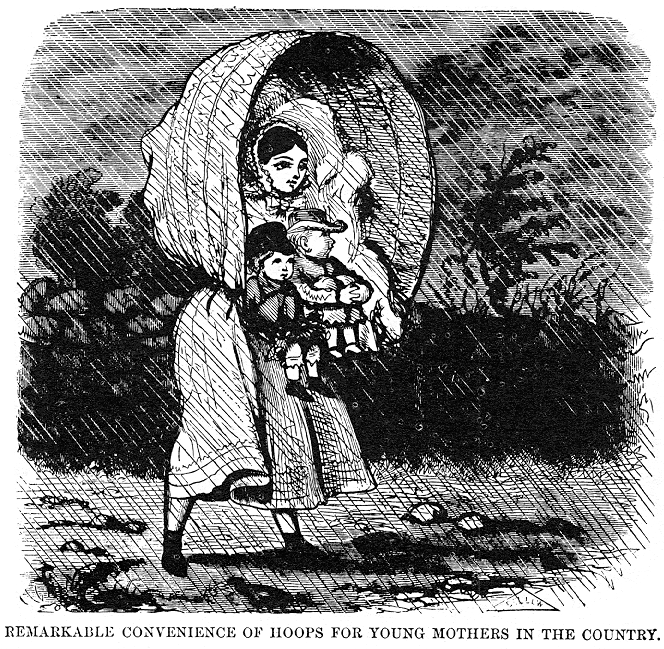
Dans Harper's Weekly.
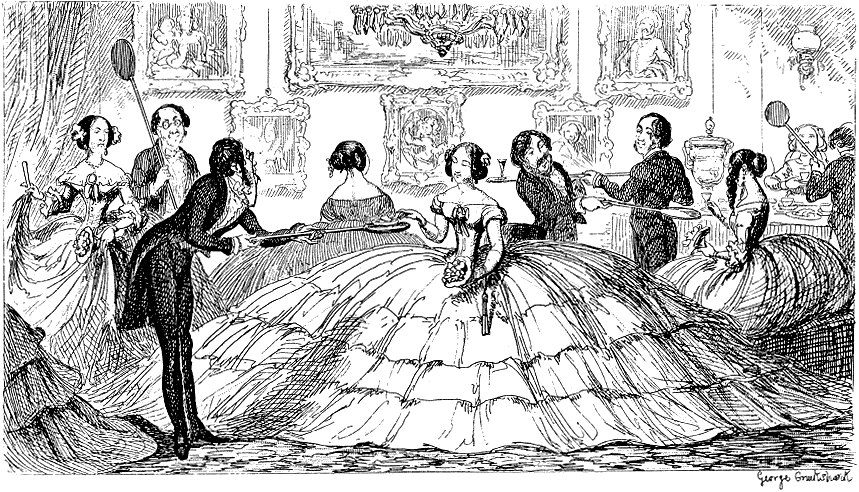
Dans The Comic Almanack.
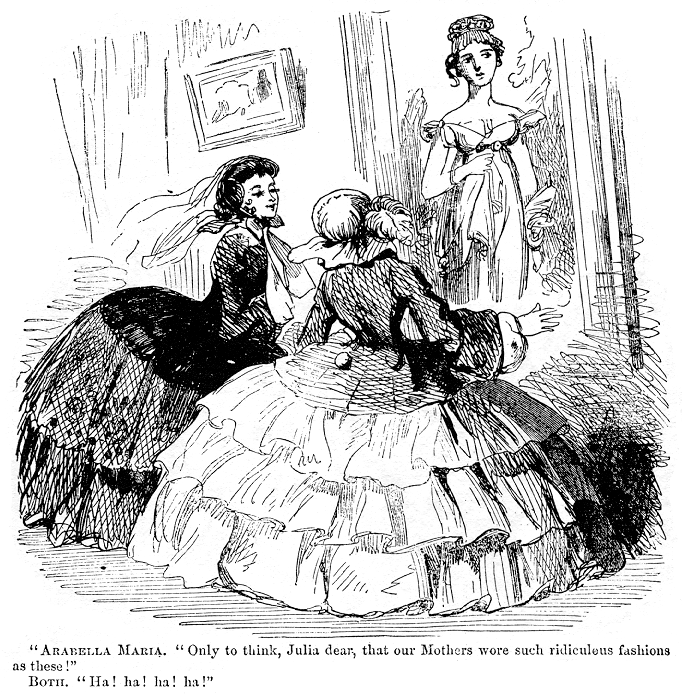
Dans Harper's Weekly.

## Autre acception

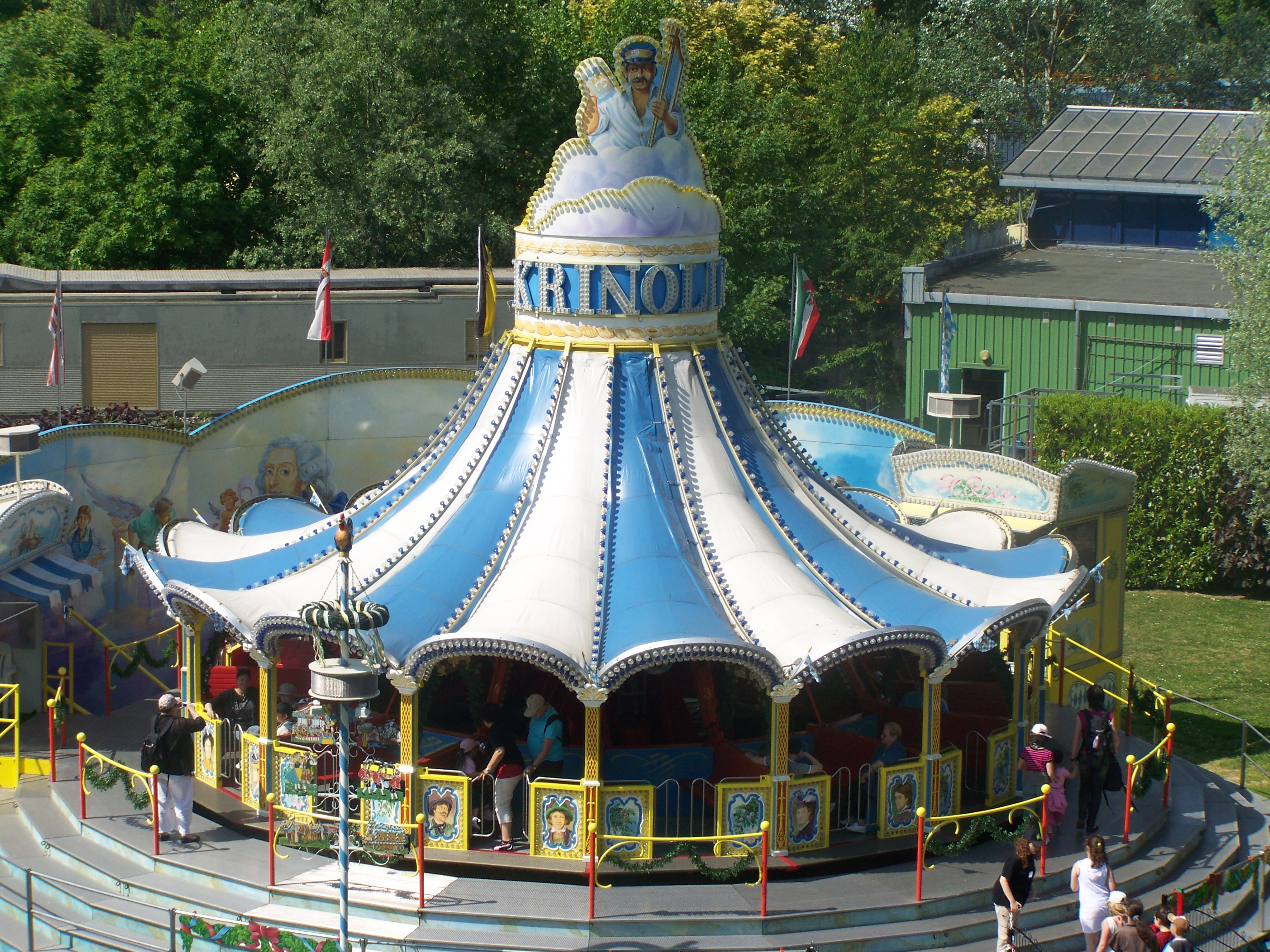
Le manège Krinoline à Walygator Parc

En chaudronnerie, une échelle à crinoline est une échelle avec des arceaux et des montants formant un « tube » autour de l'utilisateur, limitant le risque de chute.

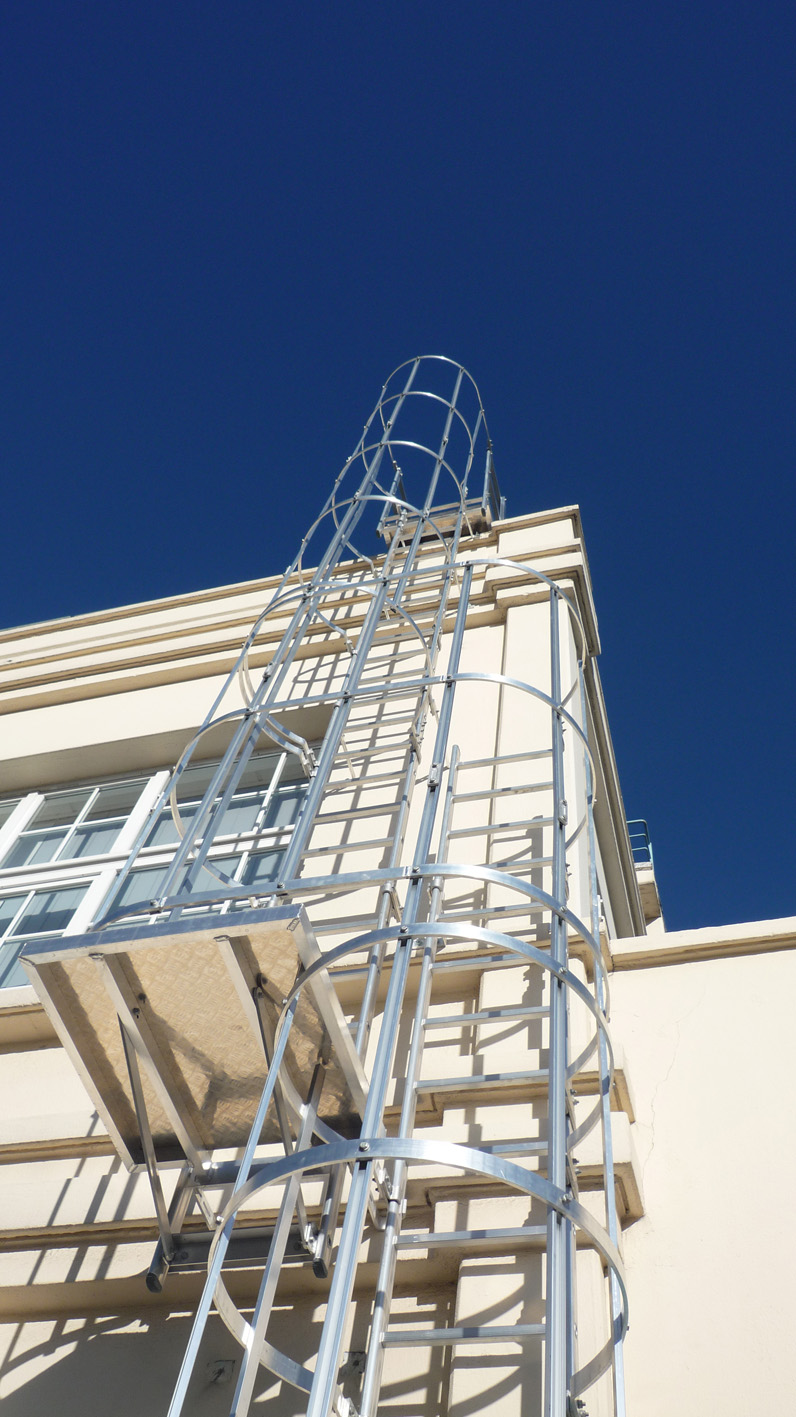
Échelle à crinoline

Dans les foires et les parcs d'attractions, la Crinoline (ou Krinoline en allemand) est une forme de manège.